# Juan Chape Fernández
Juan Chape Fernández, (Cádiz, 1839 - Cádiz, 3 de mayo de 1874). Farmacéutico, doctor en medicina y catedrático de la Facultad en la Universidad dé Cádiz.

## Biografía
Hijo del también afamado farmacéutico Juan Chape Guisado. Ahijado del Magistral Cabrera. Corresponsal de Real Academia de Medicina inscrito el 1 de mayo de 1869.
En el gaditano Colegio de San Agustín coincidirá con Cayetano del Toro, que era además alumno de su padre, Chape Guisado. Miembro de la masonería junto a Cayetano en la logia Hijos de Hiram nº 62
En 1861, en el acto solemne de recibir la investidura de Doctor en la Facultad de Medicina lee el discurso de la obra Manifestar las relaciones y puntos de contacto de la medicina con las demás ciencias, señalando el verdadero objeto, estensión (sic) y origen de la misma medicina
Obtuvo la Cátedra en la Universidad de Sevilla el 7 de noviembre de 1867. Se convierte en un avanzado especialista en patología urológica y nefrológicas con numerosas publicaciones en la época.
Cayetano del Toro y Quartiellers y Juan Chape Fernández serán compañeros de profesión, en la logia masónica “Hijos de Hiram nº 62” y en la fundación de la delegación gaditana de la Cruz Roja (valgan estos ejemplos sin necesidad de contar otras coincidencias en otros aspectos).
Ambos fundarán la delegación gaditana de la Cruz Roja (siendo Chape Fernández el primer presidente; Cayetano del Toro, el primer secretario general y Enrique del Toro, el primer tesorero) en 1873. Las primeras reuniones se realizaron en el propio domicilio de Chape, en la calle General Luque. La constitución definitiva se realizó en asamblea celebrada el 7 de mayo de 1873, y la primera sede se establecerá en la calle Zaragoza.
Desde el principio, la Cruz Roja gaditana dispuso de una ambulancia con dos caballerías y cuyo carro estaba cubierto con un toldo en cuya parte superior figuraba el emblema de la organización. Chape consiguió que Fermín Salvochea, le firmará personalmente un salvoconducto a la ambulancia para que pudiese desplazarse por donde necesitase sin que se viese interferida.